# Cooper's Hill Cheese-Rolling and Wake
Il Cooper's Hill Cheese-Rolling and Wake (spesso abbreviato Cheese-Rolling) è una competizione tenuta presso il villaggio di Brockworth, in Inghilterra, nel Regno Unito.
Nel corso dell'evento, un formaggio Double Gloucester (o una sua replica) viene fatto rotolare lungo uno dei pendii della collina di Cooper's Hill di Brockworth. La prima persona che supera la linea del traguardo al fondo dell'altura si aggiudica come premio una forma di formaggio Double Gloucester, fatta in casa da un casaro del luogo.

## Storia
Benché la prima attestazione scritta dedicata al Cooper's Hill Cheese-Rolling and Wake risalga al 1826, le sue origini sono sconosciute e, stando ad alcune teorie, molto più antiche. Stando a una versione, la pratica nacque dall'esigenza di stabilire un requisito per chi dovesse disporre dei diritti civici sul pascolo. Stando invece a un'altra versione, l'usanza sarebbe nata come rito pagano per incoraggiare i frutti del raccolto, nel corso del quale venivano fatti rotolare dei fasci di legna bruciata al posto del formaggio. La consuetudine troverebbe delle correlazioni con un'altra usanza del luogo, durante la quale un maestro di cerimonie disperdeva panini, biscotti e dolci dalla collina. Il formaggio, secondo tale interpretazione, rappresenterebbe il sole. Secondo una terza teoria la tradizione nacque dalla consuetudine degli antichi Romani di stanza su un forte in cima alla collina di lanciare degli oggetti da esso.
Si racconta che il vincitore della prima edizione della gara odiasse il formaggio, per cui ad ogni sua vittoria donava sempre il suo premio. Anche nelle edizioni successive, molti vincitori della gara hanno ammesso di non amare il formaggio o comunque non il formaggio Double Gloucester. Tra questi Chris Anderson, che ha vinto 23 volte la gara, ha dichiarato di amare solo il formaggio cheddar.
Il cheese-rolling era solo una delle attività praticate nel corso della manifestazione; nel corso degli anni, ne vennero introdotte di nuove e altre vennero abbandonate; al giorno d'oggi costituisce l'attività principale della kermesse.
La competizione si è svolta anche durante la seconda guerra mondiale, utilizzando però una finta forma di formaggio in legno al posto della vera forma di formaggio Double Gloucester.
Nel 2009 l'affluenza di 15 000 persone sul luogo dell'evento fece emergere delle preoccupazioni circa la sicurezza dell'evento (il limite di persone che potevano assistere alla corsa era infatti di circa 5 000). Per tale ragione, gli organizzatori decisero di annullare l'edizione che si sarebbe dovuta tenere l'anno seguente. Ciononostante, nello stesso anno, un centinaio di persone organizzarono e presero parte a una manifestazione non ufficiale.
Durante l'edizione del 2013 si decise di sostituire il formaggio con una replica in schiuma per motivi di sicurezza. Si tornò tuttavia a usare un vero formaggio già a partire dall'anno seguente.
Le edizioni del 2020 e del 2021 vennero cancellate a causa della pandemia di COVID-19.
Il Cooper's Hill Cheese-Rolling and Wake ha guadagnato una certa notorietà anche all'estero: alcuni concorrenti vincitori della competizione provengono infatti da paesi quali Australia, Belgio, Canada, Egitto, Germania, Giappone, Nuova Zelanda e Stati Uniti.
Non sono mancate situazioni improbabili nel corso di alcune edizioni della competizione: nel 2025 la vincitrice della gara femminile in salita ha ad esempio dichiarato di essersi iscritta solo perché aveva lasciato il telefono a una persona che si trovava in cima alla collina, e ha ritenuto che partecipare alla gara fosse "il modo più veloce per tornare su". Nello stesso anno il vincitore della seconda gara maschile indossava un costume da Superman.

## Descrizione

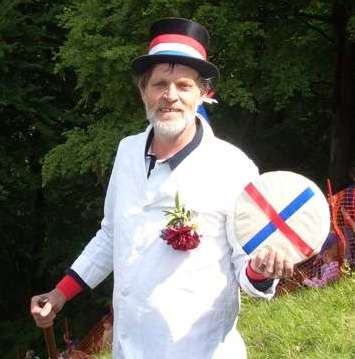
Un maestro delle cerimonie con un Double Gloucester durante la competizione

Il Cooper's Hill Cheese-Rolling and Wake si tiene ogni anno, durante il Bank Holiday primaverile. Nel corso dell'evento, un dignitario locale fa rotolare una forma del peso di 3-4 kg di Double Gloucester (un formaggio inglese a pasta dura) da un ripido pendio (con pendenza di 26,6°) della collina di Cooper's Hill, la cui altezza è di 180 m. Il latticino presenta un rivestimento (tradizionalmente in legno, con nastri decorativi) che serve a proteggerlo durante la discesa. Scopo della competizione non è quello di prendere il formaggio durante la discesa (rotolando, esso può raggiungere una velocità di 130 km/h, rendendolo praticamente impossibile da afferrare), bensì di superare per primi il traguardo al fondo dell'altura quando il formaggio viene spinto giù da essa. La prima persona che raggiunge il traguardo al fondo della collina si aggiudica una forma di Gloucester fatto in casa da un casaro del luogo.
Durante il festival vengono effettuate sette gare: quattro in discesa secondo la modalità classica (tre delle quali riservate agli uomini e l'altra per le donne) e tre in salita (due per i bambini e una per adulti di entrambi i sessi).

## Pericolosità e infortuni
Il Cooper's Hill Cheese-Rolling and Wake è indicato come "pericoloso" dalle autorità locali ed è classificato come sport estremo.
A causa della ripidità della collina, nel corso delle varie edizioni i partecipanti hanno riportato infortuni di vario tipo: durante l’edizione del 1993 rimasero ad esempio ferite 16 persone, 4 delle quali gravemente. Un esempio clamoroso di infortunio è quello della canadese Delaney Irving, che ha vinto la gara femminile nel 2023 nonostante fosse svenuta per avere sbattuto la testa, venendo a conoscenza della sua vittoria mentre si trovava nella tenda medica.
La maggior parte degli infortuni riguardano distorsioni alle caviglie, ma si sono verificati anche infortuni con disallineamento del piede (con rotazione del piede anche di 180°) e commozioni cerebrali, mentre fino al 2025 non si sono mai verificati infortuni mortali.
Nell'edizione del 2025 i giocatori della squadra di rugby locale, Brockworth Rugby Club, oltre a coordinare l'evento, erano schierati ai piedi della collina per aiutare i concorrenti che cadevano durante la gara.

## Eventi simili
Oltre a quella di Brockworth, in Inghilterra si svolgono altre manifestazioni analoghe. Anche in Italia, ogni due anni, sull'Altopiano di Brentonico, nei pressi di Rovereto, in Trentino, si svolge una corsa analoga; esiste un evento simile anche a Gessopalena, in Abruzzo.

## Nella cultura di massa
Il cheese-rolling è uno degli sport presenti nel videogioco Wacky World of Sports presentato da SEGA.